# Santa Cruz (Marinduque)
Santa Cruz (Bayan ng Santa Cruz) är en kommun i Filippinerna. Kommunen tillhör provinsen Marinduque och ligger på ön med samma namn. Folkmängden uppgår till 60 055 invånare.

## Barangayer
Santa Cruz är indelat i 55 barangayer.
| - Alobo - Angas - Aturan - Bagong Silang Pob. (2nd Zone) - Baguidbirin - Baliis - Balogo - Banahaw Pob. (3rd Zone Pob.) - Bangcuangan - Banogbog - Biga - Botilao - Buyabod - Dating Bayan - Devilla - Dolores - Haguimit - Hupi - Ipil | - Jolo - Kaganhao - Kalangkang - Kamandugan - Kasily - Kilo-kilo - Kinyaman - Labo - Lamesa - Landy - Lapu-lapu Pob. (5th Zone) - Libjo - Lipa - Lusok - Maharlika Pob. (1st Zone) - Makulapnit - Maniwaya - Manlibunan | - Masaguisi - Masalukot - Matalaba - Mongpong - Morales - Napo - Pag-Asa Pob. (4th Zone) - Pantayin - Polo - Pulong-Parang - Punong - San Antonio - San Isidro - Tagum - Tamayo - Tambangan - Tawiran - Taytay |